# 香美町立小代小学校
香美町立小代小学校（かみちょうりつ おじろしょうがっこう）は、兵庫県美方郡香美町小代区にある公立小学校。

## 沿革
- 1875年（明治8年）6月 - 平野光明寺を借用し発足[1]。
- 1876年（明治9年）3月 - 聯区小学忠宮学校と称した。
- 1892年（明治25年）4月 - 小代小学校と改称。
- 1901年（明治34年）4月 - 小代尋常高等小学校と改称。
- 1941年（昭和16年）4月1日 - 国民学校令により小代国民学校と改称。
- 1947年（昭和22年）4月1日 - 学制改革により小代村立小代小学校と改称。
- 1955年（昭和30年）4月1日 - 小代村と射添村が合併し美方町発足に伴い、美方町立小代小学校と改称。
- 1967年（昭和42年）4月 - 小代・小南・小北小を廃止、名目統合し小代小学校と称し各校舎が置かれる。
- 1969年（昭和44年）
  - 3月 - 統合校舎竣工。
  - 3月15日 - 小長辿分校廃止。
  - 8月 - 小代・小南・小北各校舎閉校。校舎竣工式及び開校式を行う。
  - 9月1日 - 創立記念日と定める。
  - 12月20日 - 熱田分校廃止。
- 2003年（平成15年） - 新校舎完成竣工式[2]。
- 2005年（平成17年）4月1日 - 美方町・村岡町・香住町が合併し香美町発足に伴い、香美町立小代小学校と改称。

## 通学区域
- 香美町小代区内全域[3]

## 進学先中学校
- 香美町立小代中学校[4]

## 交通アクセス
- 西日本旅客鉄道（JR西日本）山陰本線 八鹿駅前より
  - 全但バス秋岡行き「学校前」バス停下車。

## 通学区域が隣接している学校
- 新温泉町立温泉小学校
- 香美町立射添小学校
- 香美町立村岡小学校
- 香美町立兎塚小学校
- 養父市立関宮学園
- （鳥取県）若桜町立若桜学園